# Horst Sterr
Horst Sterr (* 2. März 1948) ist ein deutscher Geograph, der an der Christian-Albrechts-Universität zu Kiel arbeitete.

## Werdegang
Von 1969 bis 1972 studierte Sterr die Fächer Geographie und Anglistik an der Universität Regensburg und am Colorado College, USA. Im September 1975 legte er das 1. Lehramtsexamen ab und unterrichtete dann an VHS und Berufsaufbauschule. Ab August 1976 absolvierte er ein Graduiertenstudium (mit Stipendium) an der University of Colorado, Boulder, USA in den Fächern Geographie und Geologie und war 1977–78 für 11 Monate research assistant am U.S.Geological Survey in Denver, USA. Im Dezember 1980 erfolgte die Promotion in den Fächern Geographie/Geologie an der University of Colorado, Boulder, USA mit dem Thema: Erdbebengefährdung in SW-Utah. Ab September 1980 folgte ein Referendariat an der Gregor-Mendel-Schule in Amberg in Bayern und im Juni 82 das 2. Lehramtsexamen.
Von September 1982 bis August 1989 arbeitete Sterr an der Christian-Albrechts-Universität zu Kiel als Hochschulassistent für wissenschaftliche Forschung und Lehre. 1989, nach seiner Habilitation, wurde er Oberassistent am Geographischen Institut. Zwischen November 1991 und Oktober 1992 wurde er in Kiel für die Übernahme der Leiterfunktion des wissenschaftlichen Koordinierungssekretariats an der Universität Oldenburg beurlaubt. Bis 1997 war er der wissenschaftliche Leiter des Verbundvorhabens Klimaänderungen & Küste und des für die Koordination der Klimawirkungsforschung etablierten Sekretariats in Oldenburg. Am 1. Oktober 1998 erfolgte die Berufung auf den Lehrstuhl für Physische Geographie und Küstengeographie am Geographischen Institut der Christian-Albrechts-Universität zu Kiel.

## Forschung- und Interessenschwerpunkte
Im Fokus der Arbeit Sterrs liegen die Klima- und Küstengeographie.

## Sonstige Tätigkeiten
- 1991–1996 Repräsentant der küstenbezogenen Klimafolgenforschung (Bund-Länder-Programm K&K) gegenüber Universitäten, Behörden und der Öffentlichkeit.
- 1992 verantwortlicher Veranstalter des interdisziplinären International Coastal Congress in Kiel.
- 1992 Wissenschaftlicher Vertreter für Deutschland im Intergovernmental Panel on Climate Change, Arbeitsgruppe Küstenräume-Küstenmanagement (IPCC-Subgroup B).
- 1993 Wissenschaftlicher Delegierter Deutschlands bei der WORLD COAST CONFERENCE (Den Haag, NL), der ersten UN/IPCC-Konferenz zur Lösung globaler Probleme in Küstenregionen.
- 1994–1997 deutscher Vertreter der (klimaorientierten) Küstenforschung im Kernprogramm LOICZ (Land-Ocean-Interactions in the Coastal Zone) des International Geosphere-Biosphere-Program.
- 1997–1998 Projektleiter (auf deutscher Seite) des EU-Forschungsvorhabens WISE (=Weather Impacts on Social and Economic Systems) in Kooperation mit der University of East Anglia, GB, der Vrije Universitaet Amsterdam, NL und dem Institut FEEM (Mailand, I.).